# キノアイト
キノアイトまたはキノ石(Kinoite)は、明るい青色のやや希少な銅ケイ酸塩鉱物である。化学式は、Ca2Cu2Si3O8(OH)4またはCa2Cu2Si3O10 · 2 H2Oである。単斜晶系で、ガラス様光沢を持ち、透明から半透明である。アリゾナ州クリスマスにあるクリスマス鉱山のサンタ・リタ山で見られ、他のいくつかの銅鉱山でも見られる。鉱物収集家に人気がある鉱物である。キノアイトは、アリゾナ州やメキシコのソノラ州、バハ・カリフォルニア州で活動したイエズス会宣教師のパイオニアであるエウセビオ・キノの名前に因んで、1970年の発見時に名付けられた。